# Tournefeuille
Tournefeuille (oksyt. Tornahuèlha) – miejscowość i gmina we Francji, w regionie Oksytania, w departamencie Górna Garonna.
Według danych na rok 1990 gminę zamieszkiwało 16 669 osób, a gęstość zaludnienia wynosiła 917 osób/km² (wśród 3020 gmin regionu Midi-Pyrénées Tournefeuille plasuje się na 13. miejscu pod względem liczby ludności, natomiast pod względem powierzchni na miejscu 625.).